# Hofterup
Hofterup is een plaats in de gemeente Kävlinge in Skåne de zuidelijkste provincie van Zweden. De plaats heeft 3243 inwoners (2005) en een oppervlakte van 265 hectare.